# Chironomus aberratus
Chironomus aberratus är en tvåvingeart som beskrevs av Keyl 1961. Chironomus aberratus ingår i släktet Chironomus och familjen fjädermyggor. Inga underarter finns listade i Catalogue of Life.